# Пиньковский, Юзеф
Юзеф Пиньковский (пол. Józef Pińkowski, 17 апреля 1929, Седльце, Польша — 8 ноября 2000, Варшава, Польша) — польский государственный деятель и экономист, председатель Совета Министров ПНР (1980—1981).

## Биография
Родился в г. Седльце в семье рабочего. После Второй мировой войны окончил торговый лицей, затем Высшую школу экономики в Познани и Варшавскую школу планирования и статистики. В 1950—1952 годах работал ассистентом в Высшей школе экономики в Познани. В 1952—1956 годах служил офицером Войска польского, имел чин капитана. Член ПОРП с 1951 года.
В 1956—1958 годах работал директором департамента в министерстве заготовок, затем главным инспектором в министерстве пищевой промышленности и заготовок. В эти же годы продолжал учёбу в Главной школе планирования и статистики.
С 1958 года работал в Варшавском воеводском народном совете, позже стал секретарём Научно-экономического совета, а с 22 марта 1965 по 3 декабря 1971 года — председатель президиума народного совета (воевода) Варшавского воеводства.
С 1969 по 1985 год избирался депутатом Сейма ПНР.
С октября 1971 по февраль 1974 года — первый заместитель председателя Комиссии планирования при Совете Министров ПНР.
С декабря 1971 по июль 1981 года член ЦК ПОРП.
С февраля 1974 по август 1980 года секретарь ЦК по экономическим вопросам, с февраля по август 1980 года кандидат в члены Политбюро ЦК ПОРП.
В середине лета 1980 года ситуация в ПНР обострилась до взрывоопасной ситуации. Пытаясь сохранить власть, тогдашнее руководство страны во главе с Э. Гереком пошло на серьёзные кадровые перемены. 24 августа 1980 года Ю. Пиньковский стал членом Политбюро ЦК ПОРП и исполняющим обязанности Председателя Совета Министров ПНР (утверждён Сеймом на этом посту 5 сентября).
Однако уже 6 сентября Э. Герек лишился своего поста, а ситуацию уже было сложно исправить. Польшу продолжало лихорадить и через полгода, 11 февраля 1981 года, новым главой правительства был назначен министр обороны генерал Войцех Ярузельский.
На X-м пленуме ЦК ПОРП 30 апреля 1981 года, согласно просьбе, был освобождён от обязанностей члена политбюро. После отставки отошёл от активной политической деятельности.
Скончался в Варшаве 8 ноября 2000 года и был похоронен на кладбище Воинские Повонзки.

## Награды
Был награждён высшей наградой ПНР Орден Строителей Народной Польши в 1979 году. Также у него имеются и другие польские награды Орден «Знамя Труда» первой и второй степени и Орден Возрождения Польши.